# Jan Alois Hanke
Jan Alois Hanke (26. května 1751 Holešov - 26. března 1806 Prostějov) byl moravský knihovník, slavista a autor vlasteneckých knih.

## Život
Otcem Jana Hankeho byl holešovský sládek (brakator) Kašpar (Casparus) Hanke, matka Veronika rozená Sonefeldová.
Po ukončení studia na Piaristickém gymnáziu v Kroměříži pokračoval ve studiu na univerzitě v Olomouci a ve Vídni, kde se seznámil s předními osvícenci své doby. Svým dílem z roku 1782 Empfehlung der böhmischen Sprache und Literatur se stal jedním z prvních obránců českého jazyka.
Od roku 1777 pracoval v olomoucké knihovně. Jeho úkolem bylo roztřídit a zkatalogizovat knihy z ostatních moravských jezuitských klášterů, které byly zrušeny. V roce 1778 ale byla knihovna s univerzitou přesunuta do Brna a Hanke svůj cíl neuskutečnil.
Roku 1791 odešel z knihovny do penze do Prostějova, kde přijal nabídku magistrátu a působil jako francouzský tlumočník a následně jako první komisař. Roku 1796 byl povýšen do šlechtického stavu (von Hankenstein).
Zemřel v Prostějově ve věku 55 let. Jako povolání bylo v matrice zemřelých uvedeno "knihovník v Olomouci" ("Bibliothäker in Olmitz").